# Vetle Eck Aga
Vetle Eck Aga (født 4. oktober 1993) er en norsk håndboldspiller som spiller for Kolstad Håndball og Norges herrelandshold i håndbold
Han deltager i EHF Cup 2016-17 hvor han indtil videre spillet i to kampe.